# NGC 3914
NGC 3914 је спирална галаксија у сазвежђу Девица која се налази на NGC листи објеката дубоког неба.
Деклинација објекта је + 6° 34' 3" а ректасцензија 11h 50m 32,6s. Привидна величина (магнитуда) објекта NGC 3914 износи 13,1 а фотографска магнитуда 13,9. NGC 3914 је још познат и под ознакама UGC 6809, MCG 1-30-17, CGCG 40-50, IRAS 11479+0650, PGC 37014.